# Le Manie

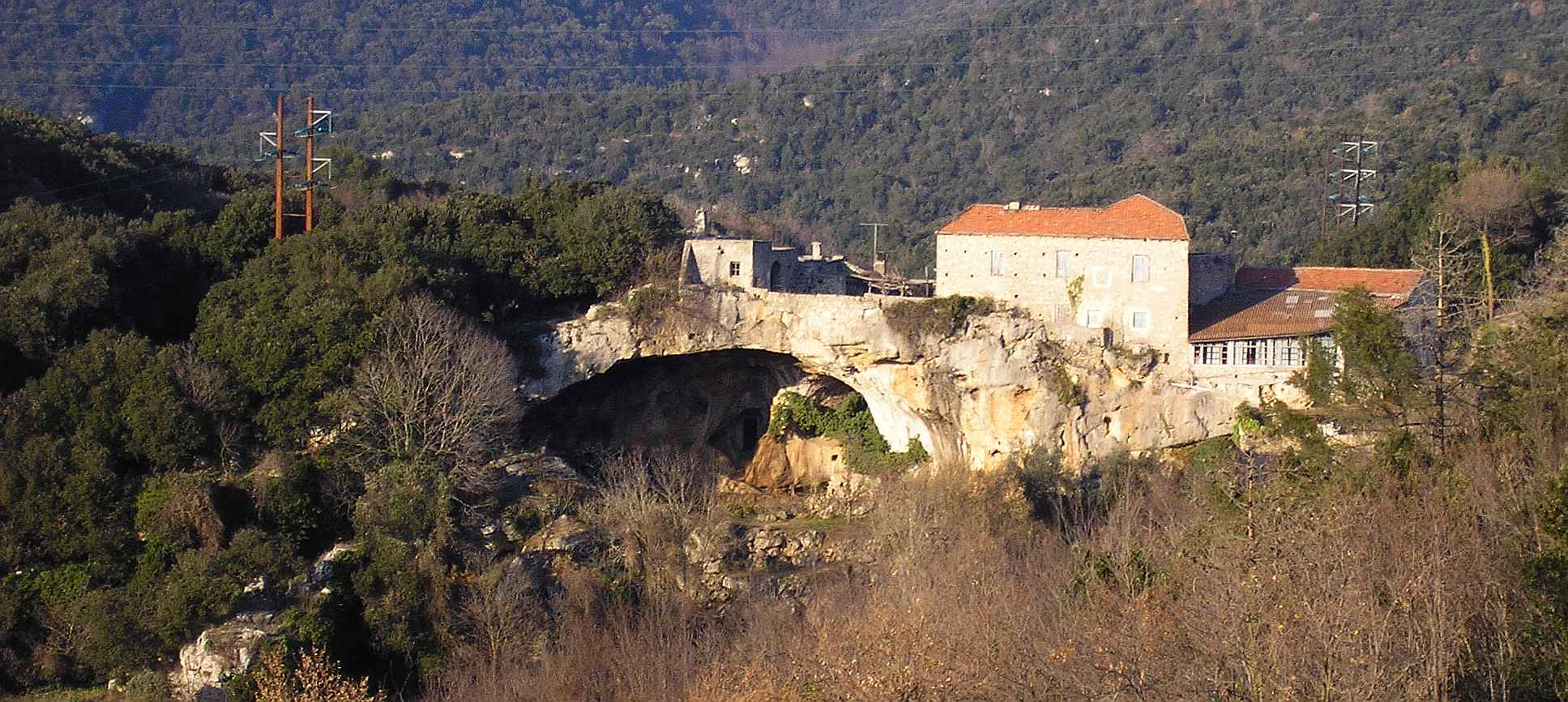
Le Manie

Le Manie is de 2e klim in de klassieker Milaan-San Remo. Meestal valt de beslissing over de koers hier nog niet, aangezien Le Manie op zo'n 90 km van het einde wordt beklommen. Het staat wel bekend om zijn gevaarlijke afdaling, vanwege zijn smalle baan en vele bochten. Wanneer het dan ook nog eens heeft geregend, is het bijna helemaal onmogelijk om op volle snelheid naar beneden te duiken.

## Valpartijen
In de editie van 2011 viel Óscar Freire in een van de haarspeldbochten van de afdaling. Hij kwam er zonder erge verwondingen vanaf, maar kon de hoop op een vierde zege al snel opbergen, ook al moest er nog zo'n 85 km gereden worden.
Passo del Turchino · Le Manie · Capo Mele · Capo Cervo · Capo Berta · Cipressa · Poggio di San Remo